# 리쿠추오사토역
리쿠추오사토역(일본어: 陸中大里駅)은 일본 아키타현 가즈노시에 위치한 동일본 여객철도 하나와 선의 철도역이다. 단선 승강장 1면 1선의 구조를 갖춘 지상역이다.

## 역 주변
- 국도 제282호선
- 도호쿠 자동차도 가즈노하치만타이 나들목
- 요네시로 강
- 가즈노 시민 홀

## 역사
- 1960년 12월 1일 : 일본국유철도의 역으로서 가즈노 군 하치만타이 촌에 개업.
- 1987년 4월 1일 : 일본국유철도 분할 민영화에 의해, 동일본 여객철도가 승계.

## 인접 역
| 동일본 여객철도 하나와 선 | 동일본 여객철도 하나와 선 | 동일본 여객철도 하나와 선 |
| ------------------------- | ------------------------- | ------------------------- |
| 하치만타이 고마 방면      | ■ 하나와 선               | 가즈노하나와 오다테 방면  |